# Trịnh Thị Bích Như
Trịnh Thị Bích Như (sinh 15 tháng 10 năm 1985) là vận động viên bơi lội khuyết tật nổi bật của Việt Nam, chuyên thi đấu ở hạng thương tật SB5 / S6. Cô được mệnh danh là "Cô gái Vàng của thể thao người khuyết tật Việt Nam", với thành tích ấn tượng trong nước, khu vực và thế giới.
Trong Thế vận hội dành cho người khuyết tật 2012 tại London, cô đã tham gia nội dung 100m bơi ngửa nữ - SB5.

## Xuất thân
Sinh ra tại huyện Tân Hiệp, tỉnh Kiên Giang, Bích Như bị liệt hai chân từ năm 3 tuổi sau một cơn sốt. Tuổi thơ cô gắn liền với vùng sông nước, nơi mọi người biết bơi từ rất sớm do lũ lụt. Mãi đến năm 13 tuổi, cô mới vào lớp 1. Sau đó, vì hoàn cảnh gia đình khó khăn, cô học nghề may tại TP.HCM và chỉ phát hiện năng khiếu bơi lội nhờ lời khuyên của một vận động viên khuyết tật. Chỉ sau hai tháng tập luyện, cô giành ngay HCV quốc gia năm 2010, rồi tiếp tục giành HCV tại Para Games 2011 ở Indonesia. 

## Sự nghiệp thể thao
Trịnh Thị Bích Như bắt đầu sự nghiệp thể thao một cách tình cờ khi đã trưởng thành, sau khi chuyển lên TP.HCM học nghề may và được một vận động viên khuyết tật giới thiệu đến bộ môn bơi lội. Chỉ sau hai tháng tập luyện, cô đã gây bất ngờ khi giành Huy chương Vàng tại Giải vô địch quốc gia năm 2010, và tiếp tục đoạt HCV tại ASEAN Para Games 2011 tại Indonesia.
Năm 2012, cô trở thành nữ vận động viên bơi lội khuyết tật đầu tiên của Việt Nam tham dự Paralympic London, dù không vượt qua vòng loại. Bước ngoặt lớn đến vào năm 2015 khi Bích Như giành Huy chương Bạc tại Giải vô địch thế giới ở Glasgow ở nội dung 100m bơi ếch hạng thương tật SB5 – đánh dấu lần đầu tiên thể thao người khuyết tật Việt Nam đoạt huy chương ở cấp độ thế giới. 
Cô tiếp tục thi đấu xuất sắc tại các kỳ ASEAN Para Games, đặc biệt là năm 2017 tại Malaysia và 2023 tại Campuchia, nơi cô giành tổng cộng 7 HCV và phá 3 kỷ lục đại hội. Dù đã ngoài 35 tuổi, cô vẫn giữ phong độ ổn định và là một trong những gương mặt kỳ cựu, giàu thành tích nhất của thể thao người khuyết tật Việt Nam. Các nội dung sở trường của cô gồm 100m bơi ếch SB5, 50m bơi tự do S6–S7, và 100m bơi ngửa.
Trịnh Thị Bích Như được trao Huân chương Lao động hạng Ba từ Đảng và Nhà nước vì những đóng góp trong thể thao người khuyết tật.